# Anna Kocken
Anna Kocken (1987) è un'ex sciatrice alpina svedese.

## Biografia
Slalomista pura originaria di Järpen e attiva in gare FIS dal dicembre del 2002, in Coppa Europa esordì il 2 dicembre 2004 a Åre (45ª), ottenne il miglior piazzamento il 23 novembre 2008 a Funäsdalen (17ª) e prese per l'ultima volta il via l'8 gennaio 2009 a Melchsee-Frutt (22ª). Si ritirò durante la stagione 2011-2012 e la sua ultima gara fu uno slalom gigante universitario disputato a Bridger Bowl il 23 febbraio e non completato dalla Kocken; non debuttò in Coppa del Mondo né prese parte a rassegne olimpiche o iridate.

## Palmarès

### Coppa Europa
- Miglior piazzamento in classifica generale: 132ª nel 2009

### Campionati svedesi
- 1 medaglia:
  - 1 bronzo (slalom speciale nel 2008)